# Constant van Langhendonck

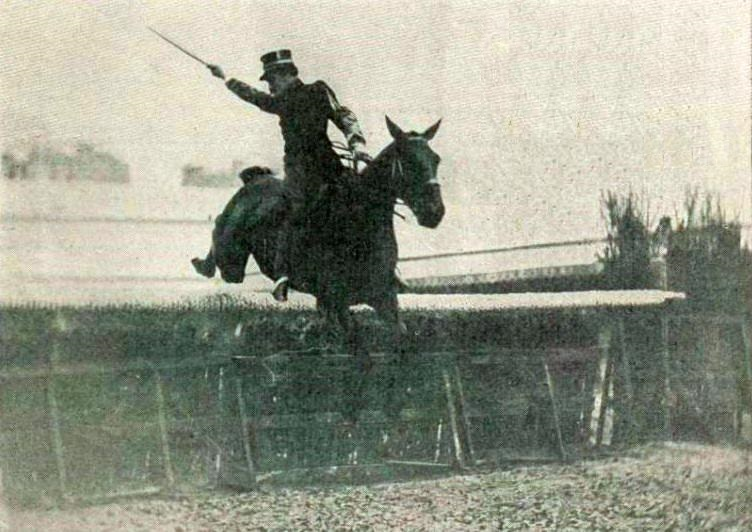
Constant van Langhendonck, lieutenant de guides belges, sur 'Black Fly' (1900).

Constant van Langhendonck, né le 4 février 1870 et mort le 2 septembre 1944, est un cavalier belge.
Il est champion olympique d'équitation  en saut en longueur aux Jeux olympiques d'été de 1900 se tenant à Paris.